# Зайцев, Василий Григорьевич
Васи́лий Григо́рьевич За́йцев (19 марта 1915, Еленинка, Верхнеуральский уезд, Оренбургская губерния, Российская империя — 15 декабря 1991, Киев, Украина) — советский офицер, снайпер, участник Сталинградской битвы. Герой Советского Союза (1943).
Почётный гражданин города-героя Волгограда. Наставник Героя Советского Союза Виктора Медведева. Автор двух учебников по снайперскому делу, в которых описал изобретенный им приём снайперской охоты «шестерками».
Стрелок-снайпер 4-й пулемётной роты, 2-го стрелкового батальона, 1047-го стрелкового полка, 284-й стрелковой Краснознамённой дивизии, 62-й армии, Юго-Восточного фронта, преобразованного 28 сентября 1942 года в Сталинградский фронт. Принимал участие в боях Великой Отечественной войны c 22 сентября 1942 года на территории Сталинграда в районах Метизного завода, оврага Долгий и Мамаева кургана.

## Биография
Василий Григорьевич Зайцев родился в селе Еленинка Полоцкой станицы Верхнеуральского уезда Оренбургской губернии (ныне Карталинский район Челябинской области) в семье казака. В большинстве биографических источников указывается дата рождения 23 марта 1915. Однако в метрической записи в фонде ГУ ОГАЧО указана точная дата его рождения — 19 марта 1915.
Отец, Григорий Дмитриев Зайцев, был ветераном Первой мировой войны. Участвовал в Брусиловском прорыве. Дед, Андрей Алексеевич Зайцев, с раннего детства обучал внуков охоте. В 12 лет Василий получил от него в подарок винтовку Бердана с патронташем, полным боевых патронов.
В 16 лет пошел работать на магнитогорский металлургический комбинат, там же окончил 7 классов вечерней школы. В 1930 году окончил строительный техникум в городе Магнитогорске, где получил специальность арматурщика. Затем окончил бухгалтерские курсы.
С 1937 года служил на Тихоокеанском флоте, где его зачислили писарем артиллерийского отделения. После учёбы на финансовом отделении Военно-хозяйственных курсов Тихоокеанского флота его назначили начальником финансово-экономической части штаба воинской части флота, дислоцированной на острове Русском. В этой должности его и застала Великая Отечественная война.

### Великая Отечественная война

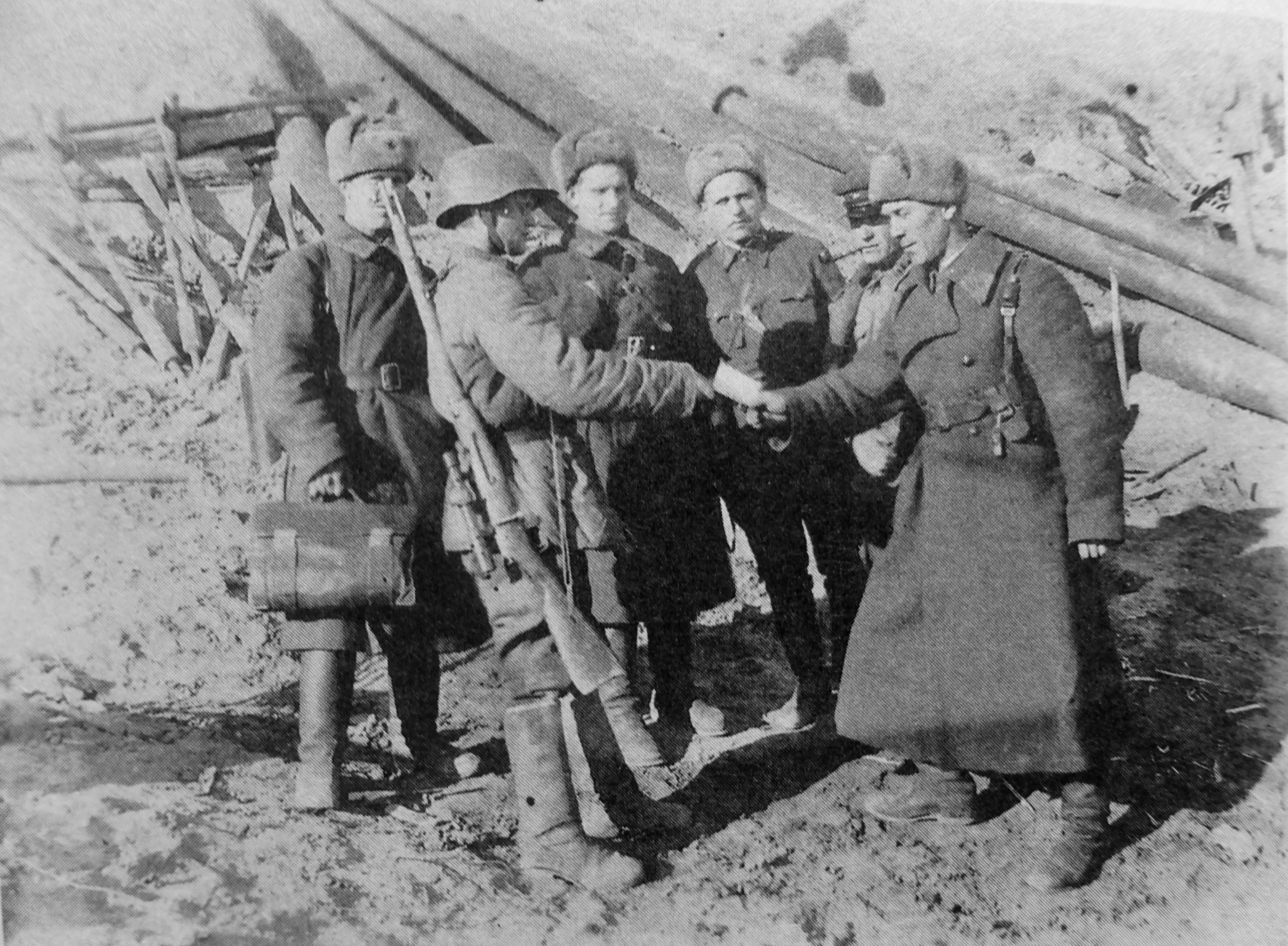
Церемония вручения партбилета.

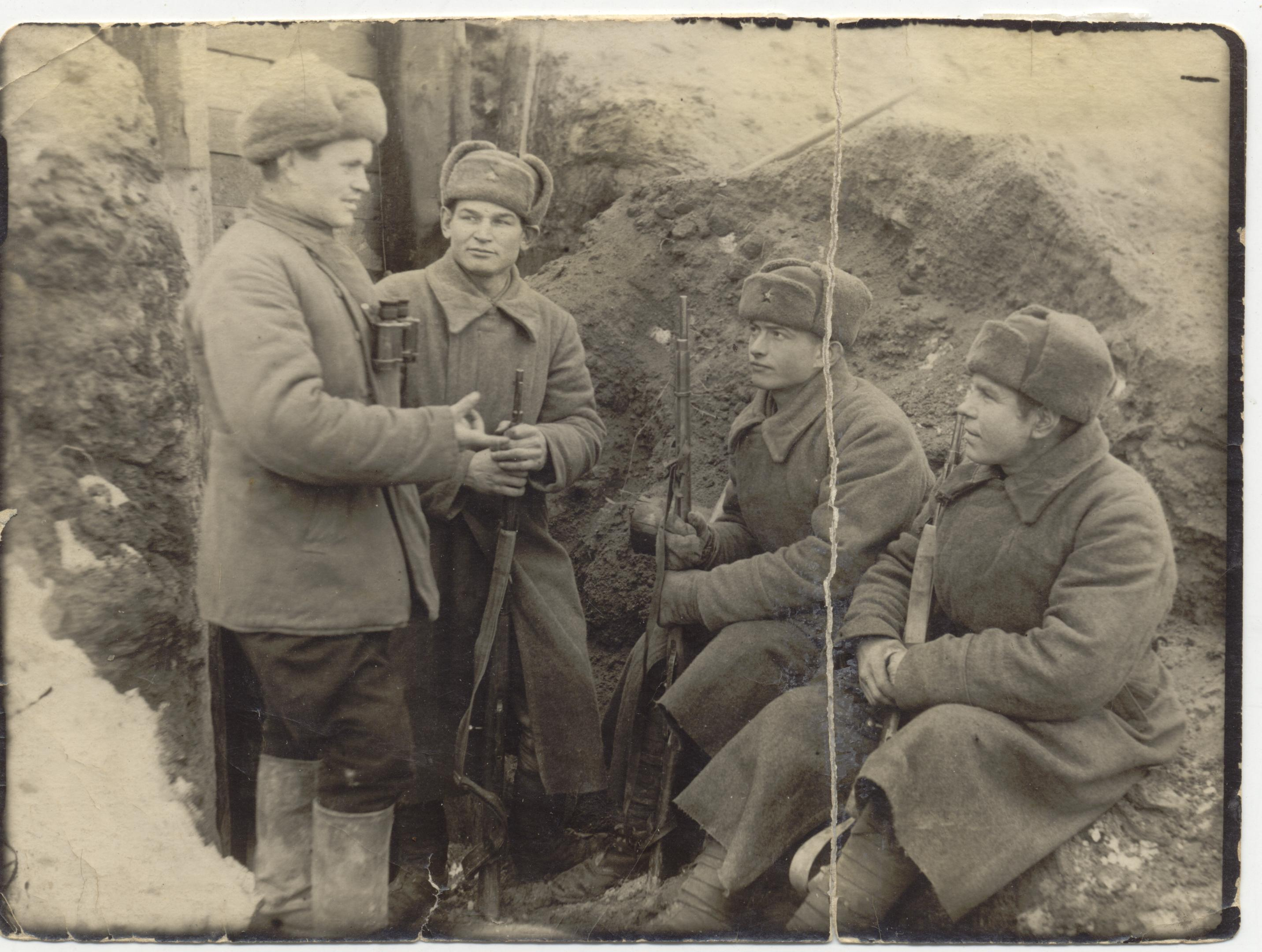
Василий Зайцев и его ученики. Справа от него Авзалов.

Командующий 62-й армией генерал-лейтенант Василий Иванович Чуйков (слева) и член военного совета генерал-лейтенант К.А.Гуров во время беседы с Василием Зайцевым. Сталинград, 1943 г.

В военном госпитале. Дата и место не известно.

К лету 1942 года старшина 1-й статьи Зайцев подал пять рапортов с просьбой направить его на фронт. Наконец, командир удовлетворил его просьбу, и Зайцев уехал в действующую армию, где был зачислен в 284-ю стрелковую дивизию. Сентябрьской ночью 1942 года, вместе с другими тихоокеанцами, Зайцев, после короткой подготовки к боям в городских условиях, переправился через Волгу и принял участие в боях за Сталинград. В историю вошли его слова: «Для нас, бойцов и командиров 62-й армии, за Волгой земли нет. Мы стояли, и будем стоять насмерть!»
Уже в первых схватках с врагом Зайцев показал себя незаурядным стрелком. Однажды Зайцев с расстояния в 80 метров из окна, стреляя из обычной трёхлинейной винтовки, уничтожил трёх солдат противника. В награду Зайцев получил денежную премию, именную снайперскую винтовку с оптическим прицелом и медаль «За отвагу». К тому времени из простой «трёхлинейки» Зайцев убил 40 солдат противника. Вскоре о нём заговорили в полку, дивизии, армии.
В Зайцеве сочетались все качества, присущие снайперу, — острота зрения, чуткий слух, выдержка, хладнокровие, выносливость, военная хитрость. Он умел выбирать лучшие позиции, маскировать их; обычно скрывался от вражеских солдат там, где они не могли и предполагать советского снайпера. Прославленный снайпер бил врага беспощадно. Только в период с 10 октября по 17 декабря 1942 года в боях за Сталинград В. Г. Зайцев уничтожил 225 солдат и офицеров противника, а его товарищи по оружию в 62-й армии — 6000. Особенно прославил Зайцева снайперский поединок с немецким «суперснайпером», которого сам Зайцев в своих воспоминаниях называет майором Кёнигом (согласно Алану Кларку — начальник школы снайперов в Цоссене, штандартенфюрер СС Хайнц Торвальд), присланным в Сталинград со специальным заданием борьбы с советскими снайперами, причём первоочередной задачей имел уничтожение Зайцева. Зайцев, в свою очередь, получил задание уничтожить Кёнига лично от командира Н. Ф. Батюка. После того, как у одного из советских снайперов был разбит пулей оптический прицел, а другой в том же районе был ранен, Зайцеву удалось установить позицию противника. О последовавшем затем поединке Василий Григорьевич написал:

«Было понятно, что пред нами действует опытный снайпер, поэтому решили его заинтриговать, но первую половину дня необходимо было переждать, потому что блеск оптики мог нас выдать. После обеда наши винтовки были уже в тени, а на позиции фашиста упали прямые лучи солнца. Из-под листа что-то заблестело — снайперский прицел. Меткий выстрел, снайпер упал. Как только стемнело, наши пошли в наступление и в разгар боя мы из-под железного листа вытащили убитого фашистского майора. Взяли его документы и доставили их командиру дивизии».
Офицеры такого высокого ранга никогда не занимались снайперской охотой. Согласно исследователю Олегу Каминскому, с большой долей вероятности можно предположить, что сраженный Зайцевым снайпер был ефрейтор Герман Штоф (Hermann  Stoff) из 295-й немецкой пехотной дивизии, на счету которого были 103 убитых красноармейца и командира Красной Армии и который погиб в Сталинграде примерно в это время. 
В январе 1943 года, выполняя приказ командира дивизии о срыве немецкой атаки на правофланговый полк силами снайперской группы Зайцева, в которой на тот момент было лишь 13 человек, взрывом мины Зайцев был тяжело ранен и ослеп. Его самолётом доставили в Москву, и лишь 10 февраля 1943 после нескольких операций, сделанных там профессором В. П. Филатовым, к нему вернулось зрение.
Отдельным Указом Президиума Верховного Совета СССР «О присвоении звания Героя Советского Союза младшему лейтенанту Зайцеву В. Г.» от 22 февраля 1943 года за «образцовое выполнение боевых заданий командования на фронте борьбы с немецкими захватчиками и проявленными при этом отвагу и геройство» удостоен звания Героя Советского Союза с вручением ордена Ленина и медали «Золотая Звезда». https://en.wikipedia.org/wiki/Vasily_Zaitsev_(sniper)#/media/File:Vasilij-zajczev.jpg
Всю войну В. Г. Зайцев служил в армии, возглавлял школу снайперов, командовал миномётным взводом, затем был командиром роты. На его счету 242 уничтоженных солдата и офицера противника. Он участвовал в освобождении Донбасса, в битве за Днепр, сражался под Одессой и на Днестре. Май 1945 года капитан В. Г. Зайцев встретил в Киеве — снова в госпитале.
В военные годы Зайцев написал два учебника для снайперов, а также разработал применяемый до сих пор приём снайперской охоты «шестёрками» — когда одну и ту же зону боя перекрывают огнём три пары снайперов (стрелки и наблюдатели).

### Послевоенные годы
После окончания войны демобилизовался и поселился в Киеве. Был комендантом Печерского района. Заочно учился во Всесоюзном институте текстильной и лёгкой промышленности. Работал директором машиностроительного завода, директором швейной фабрики «Украина», возглавлял техникум лёгкой промышленности. Участвовал в армейских испытаниях винтовки СВД.
Скончался 15 декабря 1991 года. Был похоронен в Киеве на Лукьяновском военном кладбище, хотя его завещанием было быть похороненным в сталинградской земле, которую он защищал.
31 января 2006 года прах Василия Григорьевича Зайцева был торжественно со всеми воинскими почестями перезахоронен в Волгограде на Мамаевом кургане.

## Личная жизнь
В мирное время Василий Зайцев познакомился со своей женой, когда возглавлял машиностроительный завод в Киеве. Его будущая жена Зинаида Сергеевна была партийным работником, работала секретарем. Её бывший муж погиб в Великой Отечественной войне, имела сына от раннего брака.
На Зинаиду Сергеевну жаловались анонимно в ЦК КПСС за злоупотребление служебными полномочиями, однако комиссия ничего не обнаружила. Жалобы завистников продолжались. В итоге, Василий Григорьевич предложил ей выйти за него замуж, чтобы её защитить, а она это предложение всерьёз не восприняла, но в шутку согласилась. Через пару дней Василий Зайцев пригласил Зинаиду Сергеевну в свой кабинет, и неизвестная дама протянула ей бумаги. Дама оказалась заведующей ЗАГСом. Времени на раздумья Василий Зайцев не дал и безапелляционно потребовал поставить подпись. В новой семье стал жить и сын Зинаиды Сергеевны от прошлого брака. Зайцевы хотели ещё детей, но не сложилось.
Сын от первого брака Зинаиды Сергеевны Зайцевой стал военнослужащим, после чего ушёл в отставку в звании полковника.

## Количество убитых солдат и офицеров Вермахта
Согласно оцифрованным наградным листам в ГИС «Память народа» в период с 22 сентября по 19 октября 1942 года «главстаршина 1 степени, рядовой Зайцев В. Г. убил 40 фашистов из снайперской винтовки». C 10 октября по 17 декабря 1942 года младший лейтенант снайпер Зайцев В. Г. «уничтожил 225 немецких солдат и офицеров» и «подготовил 28 отличных снайперов». В ЖБД 227-го гвардейского стрелкового полка есть запись, сделанная в период с 21 ноября 1942 г. по 16 января 1943 г. , о том, что Зайцев В. Г. «истребил 238 немцев».

Отрывок из беседы с Зайцевым В. Г., 21 апреля 1943 года: 
 «[…] С 5 октября 1942 г. по 10 января 1943 г. на моем счету числится 242 убитых немца. Всего я обучил 30 снайперов. Организовал снайперское движение. В „Красном флоте“ за 15 марта 1943 г. есть статья гвардии капитана Аксёнова, который описывает мою деятельность. […]» — Научный архив ИРИ РАН Ф. 2. Разд. IV. Оп. 1. Д. Зайцева В.Г. Л. 11
В марте 1943 года 1047-й стрелковый полк и 284-я стрелковая дивизия были преобразованы в 227-й гвардейский стрелковый полк и 79-ю гвардейскую стрелковую дивизию. В мае 1943 года 62-я армия была преобразована в 8-ю гвардейскую армию. В составе 8-й гвардейской армии Юго-Западного фронта, затем 3-го Украинского фронта, полк принял участие в освобождении Украины. В своих мемуарах, командующий 8-й гвардейской армией, Василий Чуйков, писал:
 «[…] Отважно действовал в боях за Одессу прославленный сталинградский снайпер Василий Григорьевич Зайцев. Он командовал зенитной ротой 79-й гвардейской дивизии. […] На подступах к юго-западной окраине города — в районе джутовой фабрики — Зайцев повел свою зенитную роту в атаку как стрелковое подразделение и, взаимодействуя со стрелковой ротой лейтенанта Владимира Бурбы, захватил военный аэродром. […] Восемнадцать исправных истребителей „мессершмитт“ стали трофеями зенитчиков. […]» — Чуйков, В. И. От Сталинграда до Берлина. Воспоминания командующего — М.: Сов. Россия, 1985. — 704 с. 

## Память
- Имя Василия Зайцева носит пароход, курсирующий по Днепру.
- В мае 2014 года в селе Еленинка Челябинской области установлен памятник[13].
- 5 мая 2015 года установлен бюст в Ярославле в мемориальном комплексе, увековечивающем память о подвиге военных в годы Великой Отечественной войны.
- 20 октября 2020 года открыт бюст во Владивостоке на территории комплекса зданий штаба Тыла Тихоокеанского флота[14].
- Его винтовка хранится в музее обороны Сталинграда.

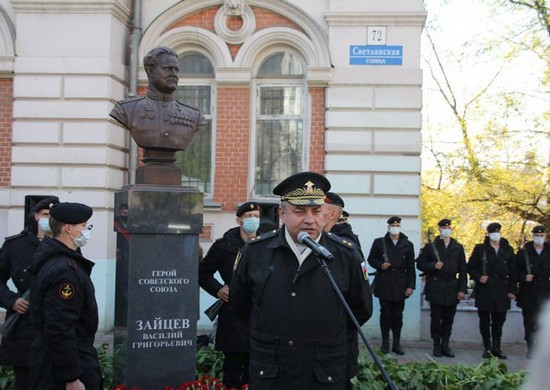
Бюст Зайцева во Владивостоке
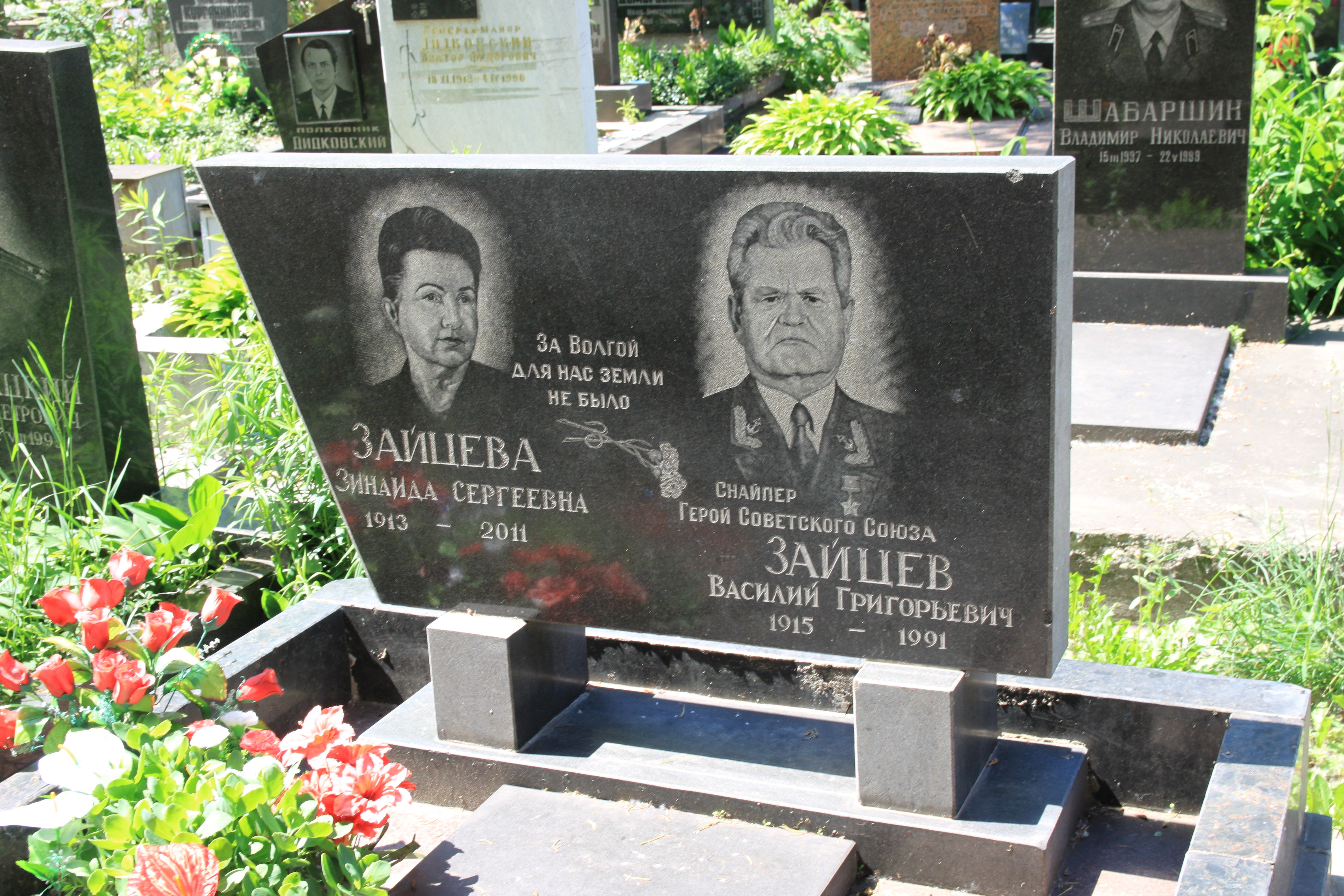
Кенотаф на Лукьяновском военном кладбище.
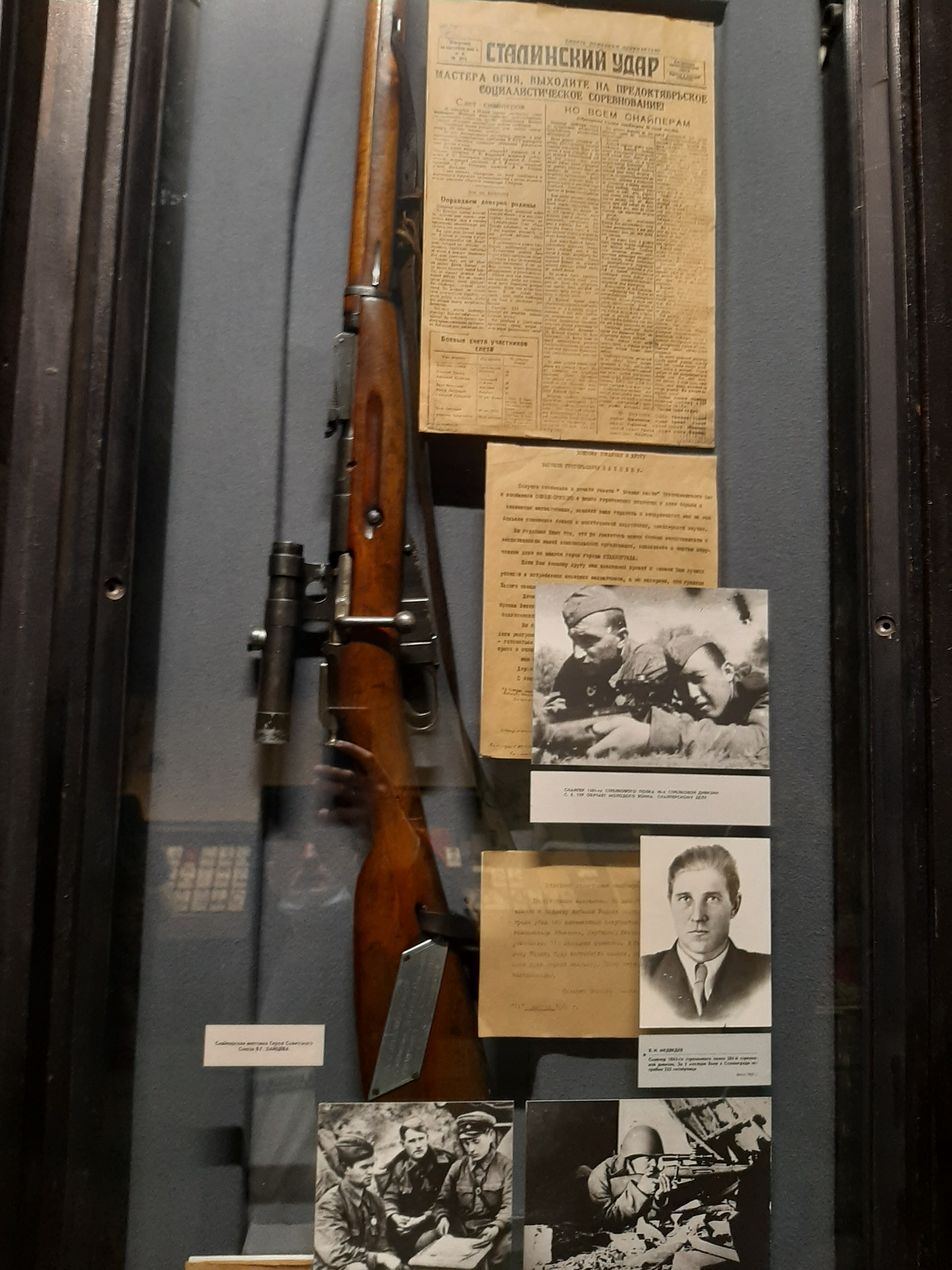
Винтовка № 2828 в музее-заповеднике «Сталинградская битва».

## Воинские звания
- Старшина 1-й статьи Тихоокеанского флота РККФ
- Главный старшина[15] Тихоокеанского флота РККФ
- Младший лейтенант 1047 стрелкового полка 284 стрелковой дивизии 62-й армии[16]
- Гвардии старший лейтенант 79-й гвардейской стрелковой дивизии 8-й гвардейской армии[17]
- Гвардии капитан

## Награды и звания
- Медаль «За отвагу» (25.10.1942)[18]
- Два ордена Красного Знамени (04.12.1942, 10.10.1944)[15][17]
- Герой Советского Союза, медаль «Золотая Звезда» и орден Ленина (18.12.1942)[16]
- орден Отечественной войны 1 степени (06.04.1985)[19]
- др. медали.
- Почётный гражданин города-героя Волгограда.

Наградные листы
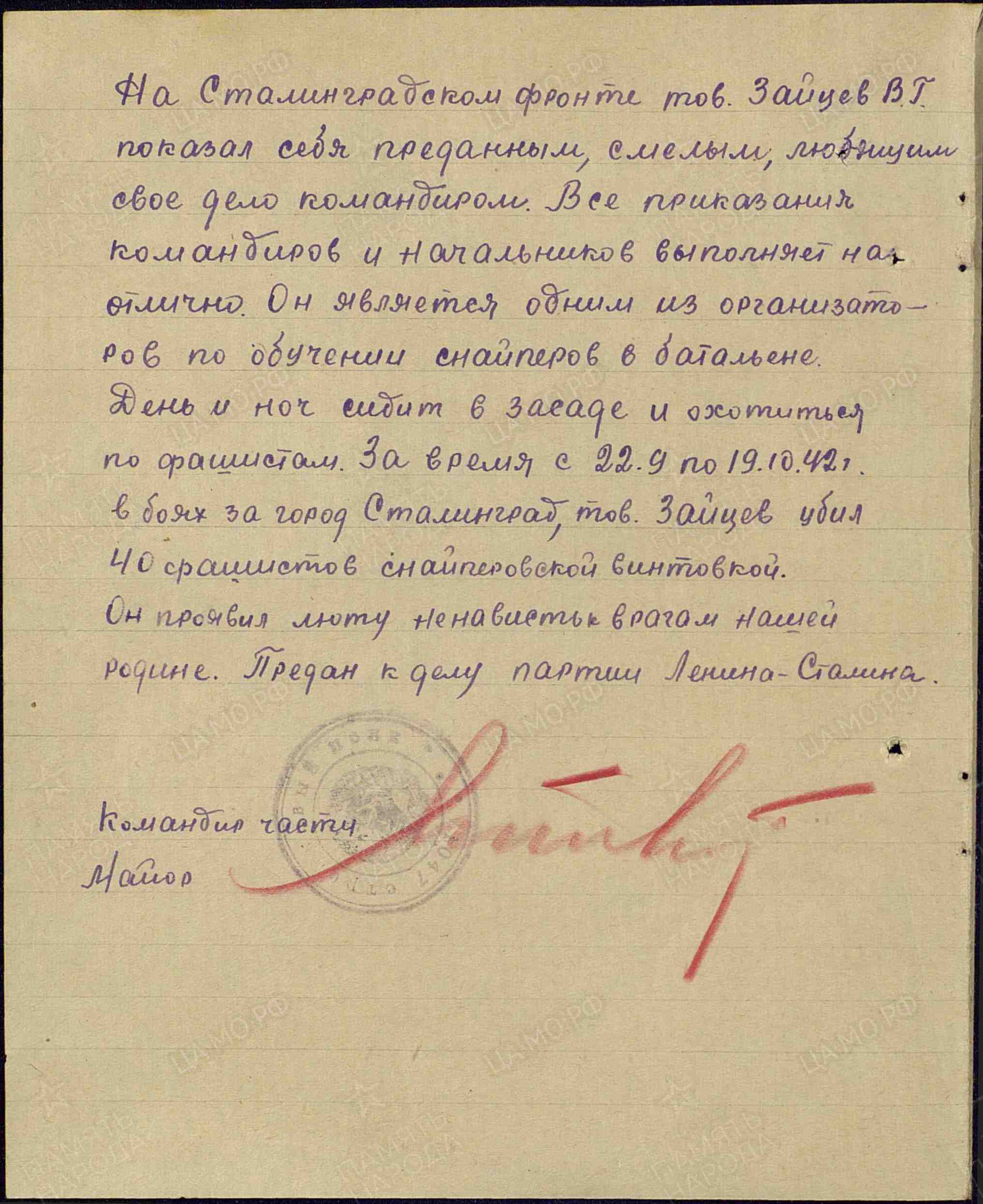
Наградной лист к Медали «За отвагу»
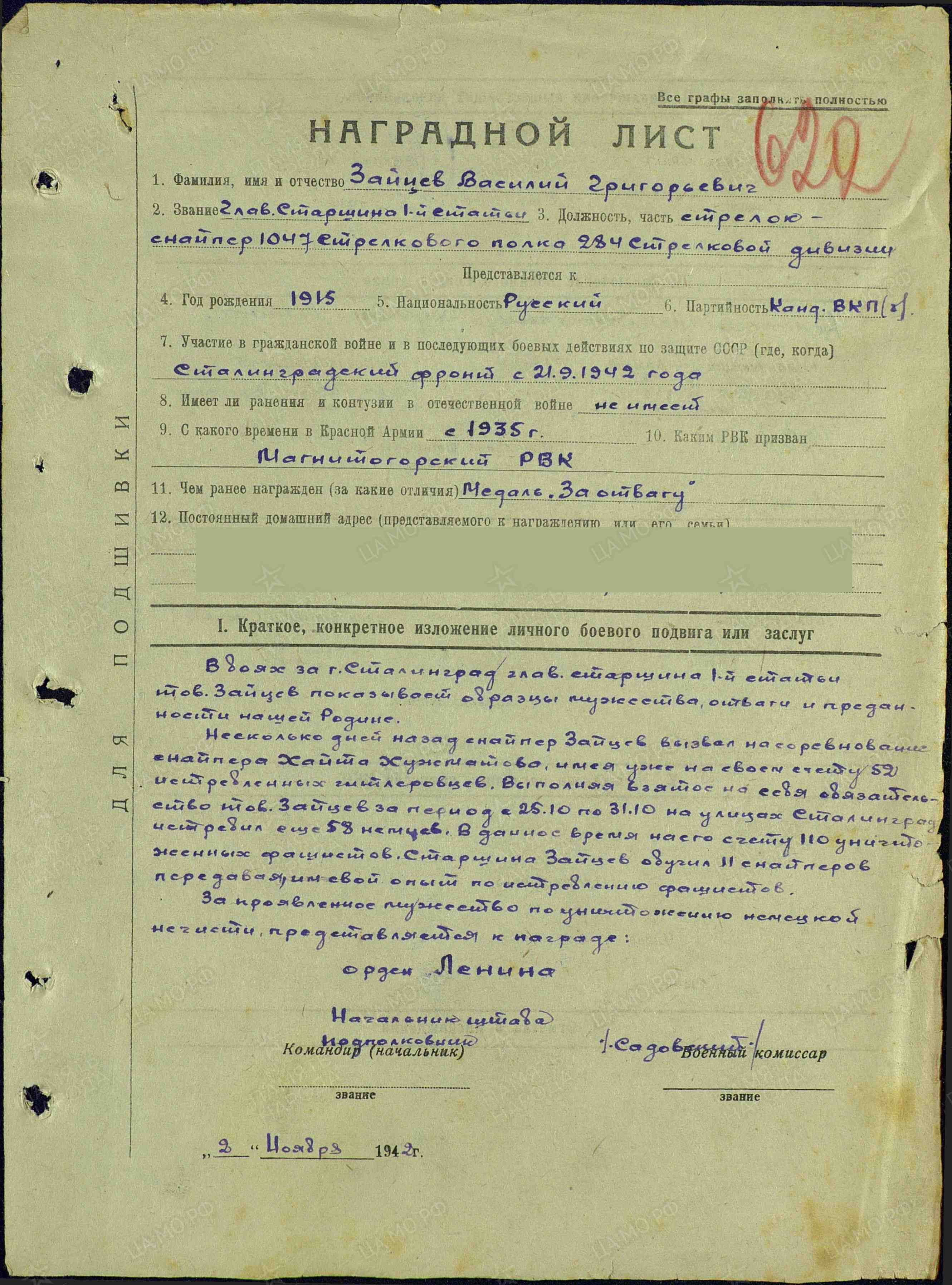
Наградной лист к Ордену Красного Знамени (1942)
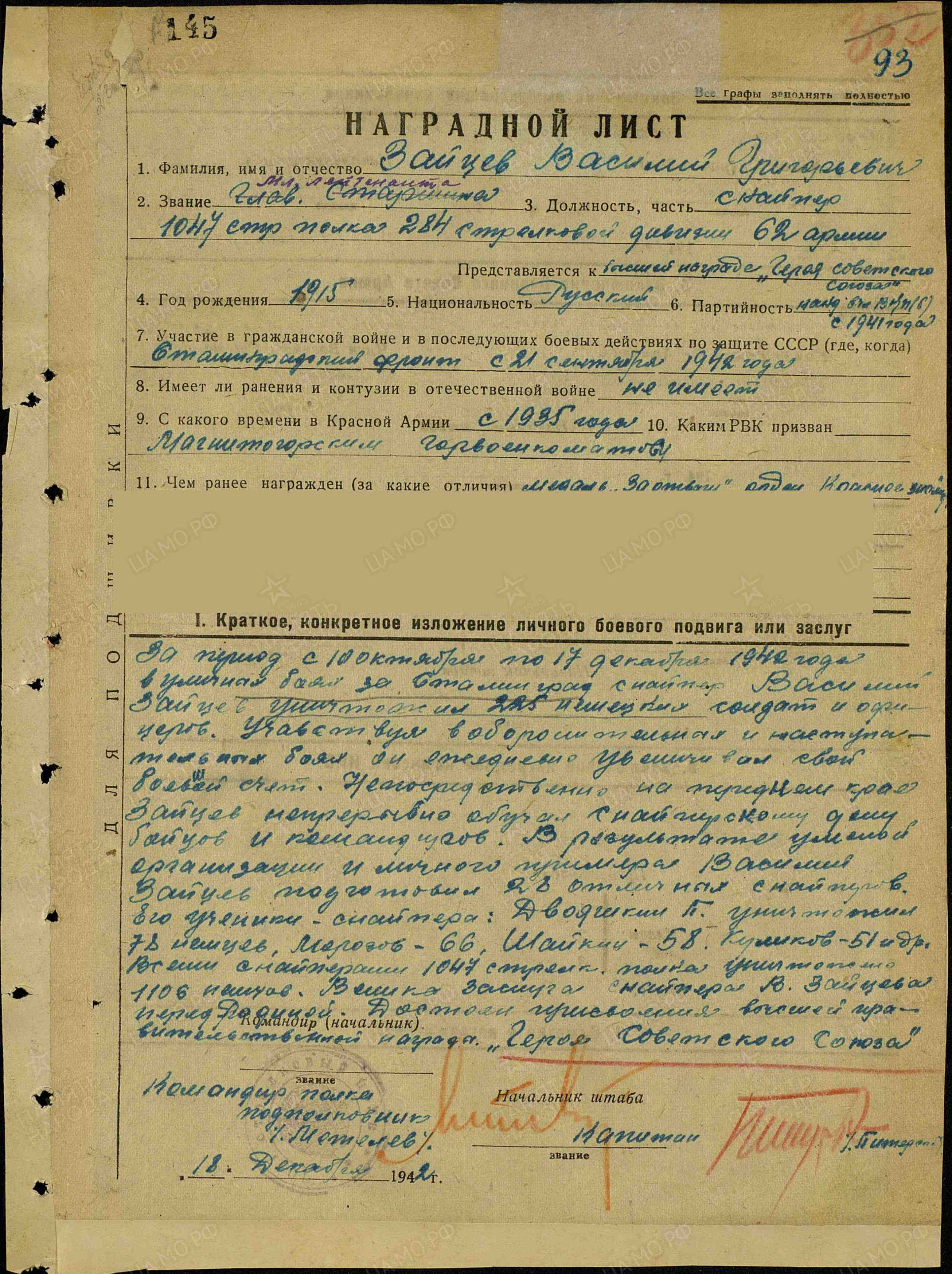
Наградной лист к званию Герой Советского Союза
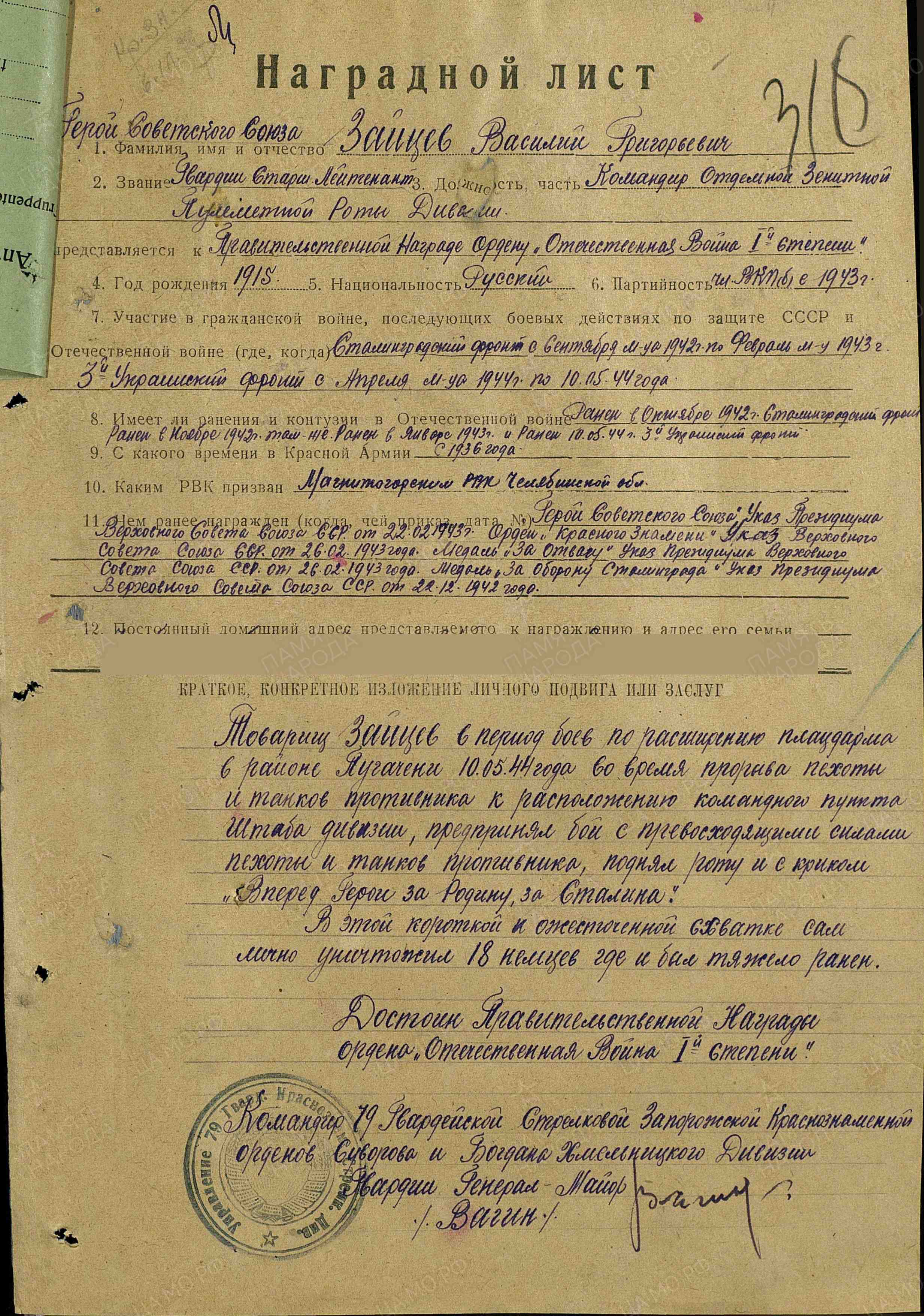
Наградной лист к Ордену Красного Знамени (1944)

## Воспоминания
- Зайцев В. Г. За Волгой земли для нас не было. Записки снайпера]. — М.: Современник. 1981.
- Зайцев В. Г. Метким огнём снайперов // Битва за Сталинград. 4-е издание. — Волгоград: Нижне-Волжское книжное издательство, 1973 — с. 246—251.

## Отражение в культуре
- Василий Зайцев изображен на панораме «Сталинградская битва».
- «Враг у ворот» (2001 г., США — Германия — Великобритания — Ирландия). В роли Зайцева — Джуд Лоу[20].
- Компьютерная игра «Сталинград». Появляется как одиночный снайпер в одной из бонусных миссий, которая к тому же названа в его честь.
- Документальный фильм «Легендарный снайпер» (2013) ООО «Студия СувенирФильм» Режиссёр Шутов К. А.
- В честь него названа снайперская винтовка в игре Borderlands.
- В честь исторических слов Василия Зайцева названа снайперская винтовка в игре Destiny. Винтовка носит название «No Land Beyond…»[21]
- В моде DOTA к компьютерной игре Warcraft 3 герой Дварфен Снайпер имеет второе имя Василий Зайцев.
- В игре Ghost Recon Breakpoint один из напарников главного героя, будучи снайпером, носит позывной «Василий» в честь Зайцева.